# اوستوپ
اوستوپ (به لاتین: Ústup) یک منطقهٔ مسکونی در جمهوری چک است که در شهرستان بلانسکو واقع شده‌است. اوستوپ ۲٫۶۴ کیلومتر مربع مساحت و ۳۸ نفر جمعیت دارد و ۶۳۴ متر بالاتر از سطح دریا واقع شده‌است.